# Deltshevia
Genre
Deltshevia est un genre d'araignées aranéomorphes de la famille des Hersiliidae.

## Distribution
Les espèces de ce genre se rencontrent au Kazakhstan, en Ouzbékistan, au Turkménistan et en Iran.

## Liste des espèces
Selon World Spider Catalog (version 22.0, 14/03/2021) :
- Deltshevia danovi Marusik & Fet, 2009
- Deltshevia gromovi Marusik & Fet, 2009
- Deltshevia taftanensis Zamani & Marusik, 2021

## Étymologie
Ce genre est nommé en l'honneur de Christo Deltshev.

## Publication originale
- Marusik & Fet, 2009 : « A survey of east Palearctic Hersiliola Thorell, 1870 (Araneae, Hersiliidae), with a description of three new genera. » ZooKeys, no 16, p. 75-114 (texte intégral).